# واربورتون، ویکتوریا
واربورتون (به انگلیسی: Warburton) یک شهرک در استرالیا است که در ویکتوریا (استرالیا) واقع شده‌است.